# オレーナ・ビロゼルスカ
オレーナ・レオニージウナ・ビロゼルスカ（ビロゼルスカ＝ヴォロノヴァ）（Оле́на Леоні́дівна Білозе́рськ〔Білозерська-Воронова〕、1979年5月8日- ）は、ウクライナのジャーナリスト、ブロガー、著名人、ウクライナ軍将校である。
2014年から、ロシア・ウクライナ戦争に、ウクライナ志願兵部隊「右派セクター」とウクライナ義勇軍の一員として参加している。2018年10月からは、ウクライナ軍の将校。

## 略歴
ビロゼルスカは1979年5月19日に、ウクライナ・ソビエト社会主義共和国キエフのエンジニアの家に生まれた。2000年、キエフ国立文化芸術大学を卒業した。
2004年からジャーナリストとしての活動を始め、小さな新聞社と雑誌社で働いた。2004年から2006年まで、自身が発行する新聞「Україна Християнськ」を編集した。
2005年10月から2007年2月まで、ウクライナ国会の報道官を務めた。
2007年6月からLiveJournalでブログを始めた。2010年4月、オデッサのジャーナリスト、アレクセイ・ヤロスラフツェフと共に通信社「Поряд з вами」を設立した。
2014年9月13日、右派セクター党の予備選挙において、2014年ウクライナ議会選挙の選挙人名簿の第2位に選ばれた。
2014年5月から、ウクライナ志願兵部隊「右派セクター」（2014年 - 2015年）とウクライナ義勇軍（2016年 - 2017年）の一員としてドンバス戦争に直接的に参加した。
2018年、イワン・チェルニャホフスキー記念ウクライナ国防大学校の将校養成課程（砲術を専攻）を卒業し、ウクライナ軍と契約した。
2018年から2020年、自走砲部隊の小隊長として第503海軍歩兵大隊で軍務に就いた。
2018年10月13日、勲三等勇敢勲章を授与された。
2019年9月、ドキュメンタリー本「Щоденник нелегального солдата（違法兵士の日記）」を出版した。この本では、ウクライナ志願兵部隊「右派セクター」とウクライナ義勇軍時代の2014年から2017年について記されている。
2022年3月30日、ロシアメディアのSM Newsは「ウクライナの女性スナイパー、オレーナ・ビロゼルスカがロシア軍によって殺害された」と報じ、ビデオ映像を公開した。しかし、ビロゼルスカはすぐに自身のFacebookでこのニュースに反論した。